# 와일드엔젤
《와일드엔젤》(wild angel)은 대한민국 소설가 와일드7(필명)의 하드코어 범죄 스릴러 소설이다.2012년 7월 13일 와일드 미디어에서 발행하여 도서로 정식 출간되었고 와일드 엔젤은 현재 1권 파트1. 살인의 끝과 파트2. 섹스보이가 하나의 도서에 두 가지의 이야기를 나누어 읽을 수 있도록 양방향 구성으로 출간되었다. 범죄해결사 시리즈 와일드엔젤은 연쇄살인, 납치, 인신매매, 성폭행 등 사회적 이슈의 문제를 하드보일드 액션과 판타지적 감성으로 풀어낸 소설로 단순실종사건에서 시작해서 야쿠자항쟁까지 연결된 거대한 이야기를 액션 스릴러로 풀어가는 주인공들의 활약을 담고 있다.
| 종류   | 소설                                           |
| 장르   | 하드코어 범죄 스릴러                           |
| 지은이 | 와일드7                                        |
| 발행처 | 와일드미디어                                   |
| 출간일 | 2012.7.13                                      |
| OST    | 푸니타-죽을만큼                                |
| 기타   | 와일드엔젤은 한 권이 양방향으로 구성되어 있다. |

## 목차

#### <파트1: 살인의 끝>
1. 살인의 즐거움  9
2. 살인의 향기  19
3. 아이돌 습격사건  29
4. 살인 판타지  43
5. 프로파일러  55
6. 대학 수사본부  61
7. 사상 최대 살인사건  70
8. 범죄해결사  77
9. 사랑이에요? 섹스예요?  85
10. 난데모야 켄  89
11. 실종  95
12. 도쿄 슈퍼스캔들  100
13. 사상 최대 주식 작전  109
14. 도쿄 살인참극  113
15. 대본을 좋아하는 남자  125
16. 섹스는 머리로 하는 거야  132
17. 제거  138
18. 나오미 살리기  148
19. 제보  152
20. 납치  161
21. X의 작업실  175
22. 사투  188
23. 해결사 도쿄 전원집합  192
24. 습격작전 키쿠  196
25. 피에로의 눈물  205
26. 정보 유출, 그 해답  210
27. 작전 무궁화  216
28. 내 인생 최악의 날  229
29. 서울 비상사태  240
30. 도쿄, 전원 사망  253
31. 내가 추리를 하는 이유  259

#### <파트2: 섹스보이>
1. 섹스보이  7
2. 섹스교육관 에리  10
3. 죽음의 룰  20
4. 방콕 해결사  25
5. 악어는 기다린다  35
6. 한류 섹스투어  41
7. 피의 현장  48
8. 습격의 진상  51
9. 끊어진 연결점  58
10. 또 다른 섹스보이  61
11. 천재 오타쿠  68
12. 중국 공안 × 일본 경찰  76
13. 지옥으로부터  83
14. IN THE 마리  90
15. 나는 내가 무섭다  98
16. 마니악 섹스투어  108
17. 전쟁! 한국인, 일본인, 중국인  115
18. 니키타 여전사 마리  123
19. 홍콩 나폴레옹  136
20. 위푸 능푸  146
21. 잠복  155
22. 죽어도 좋아  163
23. 중독  171
24. 해독  179
25. 중국본색  185
26. 트로이의 목마  192
27. 리디아의 투구  200
28. 위기. 답이 없다  207
29. 왜 눈물이 나는 걸까?  218

## 줄거리(시놉시스)
살인의 끝(파트 1)
의뢰사건 해결 100퍼센트. 이 시대 최후의 범죄해결 회사 와일드엔젤. 국내보다 해외에서 더 많이 알려져 업계에서의 인기는 타의 추종을 불허한다. 고도의 범죄심리학과 결합된 최강의 전투 회사는 오늘도 아시아 각지에서 숨 가쁘게 사건을 해결하느라 바쁘다.

생각하는 범죄해결사 준. 사건의 핵심을 꿰뚫는 추리로 의뢰받는 모든 건을 명쾌하게 해결하는 범죄학 교수다. 그에게는 환상의 콤비를 이루는 두 명의 범죄해결사, 린과 미카엘이 있다. 주로 경찰이 손댈 수 없는 국제 사건들을 의뢰받는다. 그러나 이번에 떨어진 업무는 이례적이게도 국내사건이다. 극도로 잔혹하고 치밀하여 연일 매스컴을 뜨겁게 달구고 있는 연쇄살인범 X. 의뢰인은 놀랍게도 이 사건을 빨리 종결지으려 하는 경찰청의 TOP. 준은 이 사건의 범인인 X가 여태까지의 살인범들과는 차원이 다르다는 것을 간파한다. 그는 막대한 자금과 풍부한 정보력을 갖춘, 분장과 다양한 살상 무기 사용의 달인이었던 것. 준은 이 사건에 회사 대표이자 연인인 린과 올인할 결심을 한다. 대통령 경호원 출신의 미녀 여전사 린. 이번 사건은 와일드엔젤이 국내사건 해결에도 탁월하다는 것을 입증할 수 있는 절호의 기회라고 생각한 린은 X와의 한판 승부에 주저 없이 뛰어든다. 그러나 두 사람 모두 이 사건은 자신들이 해결하기에는 벅찬 사건임을 느끼기 시작한다. X가 보낸 외국 킬러들이 린과 준을 무참하게 습격하기 시작하고, 준은 이것이 단순한 연쇄살인 사건이 아님을 깨닫는다. 그의 치밀한 프로파일링을 통해 X의 실체에 다가서지만, 그럴수록 X는 상상할 수 없는 파괴력으로 준과 린을 사지로 내몬다. 

같은 시간 도쿄. 한국을 방문하러 왔다가 실종된 재일교포 나오미. 그녀는 일본정치계와 야쿠자 스캔들에 휘말려 본의 아니게 폭력 조직에까지 쫓기며 도망자가 된 아가씨이다. 그녀를 찾기 위해 국제 탐정 미카엘이 서울로 날아온다. 특전사 출신 전투 기계로, 폭력 조직과 해적이 연관된 경호 업무에서는 따라올 자가 없는 업계 최고 전설이다. 미카엘은 나오미를 찾아 일본으로 가기 전 준과 린을 만나 국제경호회사를 습격한 X의 이야기를 전해 듣고 흥분한다. 도쿄로 돌아간 미카엘은 나오미를 추격하는 킬러들에게 납치되어 모진 고문을 당한다. 여기서 구사일생 빠져 나온 미카엘 덕분에 준과 린은 놀라운 사실을 알게 된다. 나오미의 뒤를 쫓는 킬러들과 X의 사주를 받아 준과 린의 목숨을 위협하는 킬러들이 같은 소속이라는 사실. 우연일까? 절대 그럴 리는 없다. 모든 것이 X의 연출이라고 확신하는 와일드엔젤 멤버들. 린과 미카엘의 목숨 건 추진력으로 밝혀진 X의 무시무시한 계획. X는 지금 100만 명 살인사건을 획책하고 있으며 여기에는 무시무시한 조직이 연결되어 있다는 것이다. 그리고 이것은 천문학적인 단위의 금전 거래와 연결되어 있다는 사실도 밝혀진다. 이를 막을 수 있는 방법은 죽음을 불사한 전면전뿐이다. 미카엘이 이끄는 와일드엔젤 전투팀이 해외에서 괴물 조직과 전투를 치르는 와중에 X에게 납치된 린은 소름 끼치는 폭행을 당하고 서울 시민 과 도쿄 시민 100만 명은 집단살인 사건에 휘말리는데…….

섹스보이(파트 2)
또 한 명의 와일드엔젤 그의 이름은 킴. 와일드엔젤의 외주 탐정이다. 주로 한국인과 일본인을 상대한다.
그는 타고난 탐정인 것만 같다. 한류 붐이 만들어낸 또 하나의 은밀한 돈벌이 사업이 있다는 것을 그는 알게된다. 한류 섹스 관광. 스물한 살 장동욱은 원빈처럼 생긴 명문대생이다. 그는 지난 2년간 50여 명의 일본 여자들과 잤다. 한류에 미친 20대에서 60대까지의 일본 여자들. 일본인들은 한국에 사무실을 설치하고 한류 배우 닮은꼴 청년들을 섹스보이로 만들어 은밀한 섹스사업을 하고 있다. 한 번 잘 때마다 세금도 없이 2백만 원 이상을 버는 이 알바로 장은 2년간 1억 이상을 모았다.

이런 고수익 장사는 언제나 폭력 집단을 끼고 하는 법. 이 조직의 철칙은 일본 여자 고객들과 절대 개인적인 만남을 가질 수 없다는 것. 고객이 개인적인 만남을 요구하며 유혹해온다 할지라도 무조건 회사를 통해서만 만날 수 있다. 이걸 어기면 죽음뿐이다. 그러나 장동욱은 이 철칙을 어기고 말았다. 그래서 쫓기는 중이다. 실제로 그를 스카우트하고 관리했던 남자는 살해당했다. 우선 이 청년의 신변을 보호하기 위해 나는 청년을 태국으로 도피시키기로 한다. 방콕이 안전한 건 나의 동료, 중국계 태국인이 ‘그’가 있기 때문이다. 수없이 전장을 누빈 용병대장. 카오산로드에서 게스트하우스를 하고 있는 쳉.

일본인들 한류 섹스사업 조직은 방콕까지 킬러를 보내 장동욱을 제거하려 했다. 쳉과 내가 그 킬러를 묻었다. 근본적으로 동욱을 보호하려면 일본으로 들어가 놈들과 직접 부딪쳐보는 수밖에 없다. 킬러를 고문해서 얻은 정보로 누굴 만나야 하는지 알 수 있었다. 이 섹스사업의 일본 총책임자는 전직 경찰 출신이었다. 일본의 내 파트너는 경찰 오타쿠 센토. 마닐라가 영국의 수도인지 필리핀의 수도인지 몰라 경찰시험에는 떨어졌지만 수사 솜씨는 경시청 장관 이상이다. 센토의 조사 결과, 놀랍게도 이 사업에 관여하는 사람은 모두 일본 경찰 OB들이었다. 센토와 함께 조사차 그들이 도쿄에서 운영하고 있는 거대한 중국 아가씨 섹스숍에 따라간 건 내 실수였다. 센토가 여자에게 꼬치꼬치 묻다가 정체가 드러나는 바람에 나까지 그들 고문실로 끌려 간 것. 몸이 바스러져 두 동강이 날 찰나 혼수상태에서 구출됐다. 그곳에서 구해준 선수는 놀랍게도 초미녀 아가씨 마리. 센토의 경찰오타쿠클럽 멤버란다. 그날 술자리에서 킴은 마리와 눈이 맞게된다. 마리와 함께 본격적으로 대책에 들어간 장동욱살리기. 그런데 막상 시작하고 보니 산 넘어 산이다. 이 사업 뒤에는 엄청난 적들이 똬리를 틀고 있었다. 일본 경찰 OB는 예고편. 동욱이를 살리려면 그 배후에 있는 중국 공안, 중국인민군대와 삼합회라는 거대한 공룡들과 목숨 걸고 싸워야만 한다. 이런 내 고민을 아는지 모르는지 마리는 신이났다. 전쟁, 또 전쟁의 연속. 이건 탐정이 할 일이 아니라 거의 카이사르나 징기스칸 정도 돼야 해결할 수 있는 사건이다. 킴과 마리, 쳉이 한 팀이 되어 한발을 내딛긴 했는데…….

## 등장인물
- 준 : 명석한 두뇌와 날카로운 추리력을 갖춘 마흔 살의 범죄학 교수. 일본에서 10년간 탐정으로 활동한 적이 있어 현장 경험도 풍부하다.와일드엔젤의 고문으로 이곳을 세계 최고의 위기관리회사로 만드는 것이 꿈이다.

- 린 : 빼어난 미모의 전직 대통령 경호원. 중․고등학교 시절 펜싱 대회 4연패를 하며 ‘마녀 린’이란 별명으로 불렸다.스물아홉 살 현재 국제경호회사 와일드엔젤 서울사무실의 대표.

- 미카엘 : 행동하는 범죄해결사. 특전사를 거쳐 청와대 경호실에 스카우트됐다가 준의 제의로 일본에 건너가 하드보일드 국제 탐정이 됐다. 서른여섯의 나이에 서른여섯 번 이상 지옥까지 갔다가 다시 살아올 수 있었던 것은 모두 미카엘이라는 이름 덕분. 천사 미카엘의 총애를 받는 인물이다(아마도).

- 킴 : 배낭족 방랑 탐정. 전쟁마니아로 고대 그리스로마의 전쟁터를 찾아가 그곳 풀밭에 누워 당시 상황을 상상하는 게 유일한 낙이다.

## O.S.T
와일드엔젤 OST Part. 1

위대한 탄생 2의 오디션참가자인 푸니타가 와일드엔젤의 ost '죽을 만큼'을 불렀고 kt올레 뮤직을 통해 발매되었다.

## 기타
와일드엔젤은 한 권으로 두 가지 이야기를 읽을 수 있도록 양방향으로 구성되어 있다.

• 양방향 도서 특허 출원 • 출원번호 10-2012-0044785